# Santa Madrona del Poble-sec
Santa Madrona del Poble-sec és una església parroquial situada al carrer de Tapioles, 10 del Poble-sec de Barcelona, catalogat com a bé cultural d'interès local.

## Història i descripció
El 1885, el rector de la parròquia de Santa Madrona, Joan Martí i Cantó, va demanar permís per a construir una església i una casa rectoral al carrer de Tapioles. El nou temple va ser inaugurat el 24 de maig del 1888, amb l'assistència de la reina regent Maria Cristina, el futur rei Alfons XIII, les seves germanes, alguns ministres i els bisbes de Barcelona, Lleida, Urgell, Tortosa, Vic i Sant Lluís del Potosí. L'11 de gener de 1898 es va inaugurar l'altar definitiu.
L'església té planta cruciforme, amb la façana principal al carrer de Tapioles, i el parament de les façanes està fet amb carreus de pedra disposats regularment. Té una única nau amb capelles laterals entre els contraforts. L'absis queda dins del pati d'illa, envoltat de construccions auxiliars, i comunica amb el carrer de Margarit mitjançant un petit passatge, que permet la visió del portal del convent de Sant Joan de Jerusalem.
La façana principal, orientada a l'est, té una composició simètrica dividida en tres parts; la nau principal i el cos de capelles a cada lateral. A la part de la nau apareix una zona sobresortint del pla de façana que incorpora l'accés i una rosassa a la part superior d'un finestral de proporcions verticals amb vidres policromats. La portalada d'accés té una porta rectangular flanquejada per columnes. Com a continuació d'aquests elements s'alcen quatre arquivoltes que s'uneixen en un arc apuntat.
La nau expressa en façana les pendents de la coberta, que és de dues vessants, seguint les capelles la mateixa pendent a una alçada més baixa. Tots els ràfecs són perfils classicistes de pedra amb arcuacions a sota. La coronació del creuer es fa amb una cúpula semiesfèrica de diàmetre equivalent a la nau central. Aquesta volta està il·luminada per finestres perimetrals d'arc apuntat al cimbori. L'absis es cobreix amb una altra cúpula més reduïda.
El campanar està situat a la zona central de la façana principal i s'alça com a continuació de la part sobresortida per sobre de la nau, fins a una alçada similar a la d'aquesta. La seva imponent alçada es va assolint amb diferents canvis de planta, passant primer de quadrada a octogonal, i després reduint-ne la dimensió.
La façana cap al sud és cega, a excepció d'una rosasa de grans dimensions amb vitralls policroms en la façana del transsepte i unes finestres circulars petites entre els contraforts de la nau.

### Portal del convent de Sant Joan de Jerusalem
S'atribueix a Pere Costa i Cases o Miquel Sala i és datat aproximadament del 1728. El convent, promogut pel prior Josep de Vilallonga, i situat a la desapareguda Riera de Sant Joan, fou venut el 1881 i, poc després, enderrocat per a l'obertura del Passatge del Pont de la Parra, absorbit posteriorment per la Via Laietana.
És una obra barroca, realitzada completament en pedra i encastada en la part exterior de l'absis. Té una obertura rectangular flanquejada per columnes d'ordre compost i entaulament clàssic, amb un escut oval. Per sobre d'aquest entaulament presenta una fornícula profusament decorada amb elements barrocs. La imatge del sant titular està destruïda.

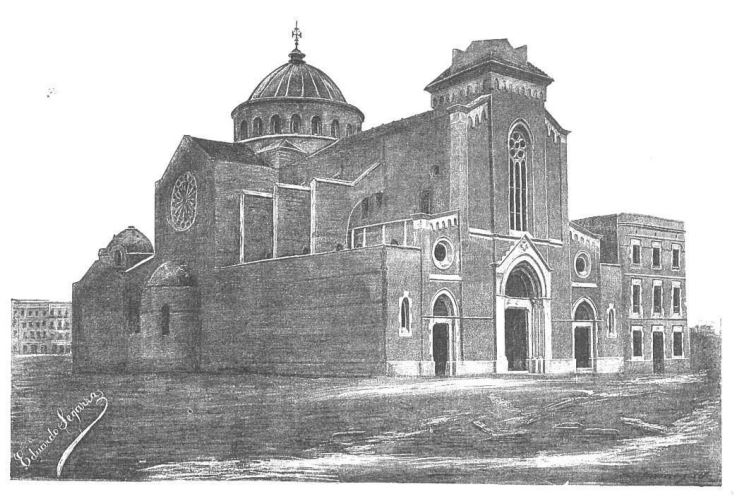
L'església el 1889

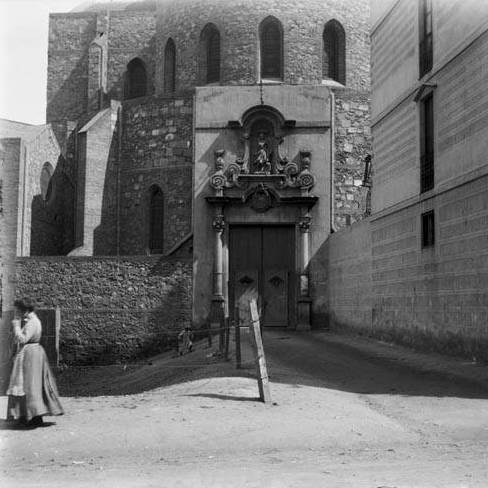
Portal del Convent de Sant Joan de Jerusalem encastat a l'absis (1901)